# Bulbophyllum samoanum
Bulbophyllum samoanum, tên tiếng Anh phổ thông là "The Samoan Bulbophyllum" là một loài phong lan thuộc chi Bulbophyllum.

## Miêu tả
Loài biểu sinh một lá. Hoa nở trên chùm đơn dài 12 cm.

## Phân bố
Có ở New Herbrides, Fiji và New Caledonia, ở độ cao 300 đến 900 m. Mọc tốt các khu vực nhiệt độ cao và có bóng râm một phần.

## Sử dụng
Trồng làm cảnh.